# Legion (Rom)
 "Legion" omdirigeres hertil. For anden betydning, se Legion (flertydig).
Legion var en romersk militærenhed på omkring 4-6.000 legionærer, brigadestørrelse. En legion omfatter 10 kohorter.

## Monarki – tidlig republik
Legionærerne var ulønnede og skulle selv købe udstyr.
En legion bestod af 30 manipler, som hver bestod af 120 mand. De forreste 10 manipler kaldtes  hastati og var uerfarne. Anden linje bestod af 10 manipler og kaldtes principes. Bagest stod de erfarne triarii, der havde deltaget i mange slag. Tilknyttet til maniplerne var der blænkere, patruljesoldater (velites), der var borgere, der ikke havde råd til rustning og sværd. Hver manipel blev ledet af en centurion.

## Sen republik – kejsertiden
År 107 f.Kr. indførte Marius den professionelle hær.
En legion bestod af ti kohorter, som hver bestod af seks centurier, hver på 80 mand. Første kohorte bestod dog af fem dobbeltcenturier og var eliten. Hver centurie blev ledet af en centurion.
Ud over fodfolket var der fire turmæ rytteri, ledet af decurioner.
Hele legionen blev ledet af en legatus legionis, general.
Legionerne havde numre, og de fleste havde også navne. Numre fra udslettede legioner blev næsten aldrig genbrugt. Den 14. legion blev dog genbrugt efter udslettelsen ved Atuatuca. Legionen blev siden berømt for at vinde slaget mod dronning Boudicca, hvor den var undertallig  i forholdet 1:23. Grundet borgerkrige kunne flere legioner have samme nummer. 

### Romersk legionær i kejsertiden
En romersk legionær hed på latin miles ("soldat") eller legionarius og var en hvervet romersk borger mellem 18 og 23 år. Legionæren kom fra de  frie, men fattige og jordløse plebejere. De skrev kontrakt med den romerske hær for 25 år. De sidste fem år var lettere tjeneste som veteraner. Efter 25 års tjeneste fik de en jordlod i de besatte områder samt en bonus. Den romerske hær havde nogle af antikkens bedste læger og uddannede landmålere, tømrere o. lign.
Stipendium (løn, af stips, lille mønt) ændrede sig, men var i første århundrede e.Kr. på 300 denarii om året. Et tilskud til køb af salt hed salær. Legionærer var ikke skattepligtige, men udgifter til pension, begravelseskasse, mad og udrustning blev tilbageholdt. Efter et vellykket felttog fik legionæren også del i krigsbyttet. 
Romerriget anlagde mange veje mellem provinserne og Rom. Derved kunne legionerne flyttes med 30 km om dagen fra brændpunkt til brændpunkt. En fuldt udrustet legionær på march bar følgende:
- Personlig beskyttelse:
  - Lorica segmentata – 9 kg (leddelt rustning).
  - Galae – 2 kg (hjelm med kind- og nakkebeskyttere).
  - Scutum – 9,5 kg (stort firkantet skjold).
- Personlige våben:
  - Pilum – 2,0 kg (tungt kastespyd).
  - Gladius – 2,2 kg (70 cm kort stiksværd).
    - Vagina – 1 kg (skede til gladius) og cingulum militare (bælte).

  - Pugio – 1,1 kg (dolk).
- Andet udstyr:
  - Sarcina (bagage-bylt)
    - Furca 2,0 kg (bærestang)

  - Sudis murale – 2×2,5 kg (to små pæle til lejrpalisaden).
  - Caligae – 1,3 kg (sømbeslåede sandaler).
  - Tunika – 1,5 kg (rød uld- eller hørdragt).
  - subarmalis – 2,5 kg (læderkappe).
  - Patera og situla – 2-4 kg (kogegrej)
  - 14 dages rationer (spæk, ost, tvebakker, tørret kød).
  - Vandblære – 2,5kg.
  - Ligo eller dolabra – 2,5-3 kg (skovl eller økse).
  - Spongia – (toiletsvamp).
  - Olielampe – 1,3 kg.

Legionæren gennemgik en hård træning. Disciplin var grundlaget for hærens succes, og soldaterne blev trænet i våbenbrug og eksercits i tæt formation. Ilmarcher med fuld udrustning var almindelige. Overtrædelser af reglerne blev straffet hårdt af centurionerne. En plebejer fra Roms slum kunne hverken ride, skyde med bue eller bruges til søs. I stedet for at træne legionærerne i disse færdigheder, brugte den romerske hær auxilaris (hjælpetropper). De var mænd fra folkeslag, der blev født på hesteryg, fik stukket en bue i hånden ved fødslen eller var gode søfolk.

Legionærerne blev uddannet til at affyre større kastemaskiner som ballister og katapulter, som de selv skulle fremstille i felten.
En dygtig legionær kunne af sine kammerater vælges til underofficer.
- 1½ gange løn:
  - Tesserarius – ansvarlig for feltråb.
  - Vexillarius – leder af provisorisk enhed.
  - Cornicen – hornblæser.
- dobbelt løn:
  - Signifer – centuriens standartbærer.
  - Aquilifer – legionens standartbærer.
  - Imaginiferi – bar et portræt af kejseren på slagmarken.
  - Optio centuriae – næstkommanderende for en centurie (80 mand).
- Junior centurioner, min. 15 gange løn:
  - Hastatus posterior – leder af 6. centurie i en kohorte.
  - Princeps posterior – leder af 5. centurie.
  - Pilus posterior – leder af 4. centurie.
  - Hastatus prior – leder af 3. centurie.
  - Princeps prior – leder af 2. centurie.
  - Pilus prior – leder af 1. centurie samt af kohorten (480 mand).
- Senior centurioner, min. 30 gange løn, kun en i hver legion:
  - Primus hastatus posterior – leder af 5. dobbelte centurie i 1. kohorte.
  - Primus princeps posterior – leder af 4. dobbelte centurie i 1. kohorte.
  - Primus hastatus – leder af 3. dobbelte centurie i 1. kohorte.
  - Primus princeps – leder af 2. dobbelte centurie i 1. kohorte.
  - Primus pilus – (60x løn) leder af 1. dobbelte centurie samt af 1. kohorte (800 mand).
- Praefectus castrorum – lejrkommandant og næstkommanderende for en legion (6.000 mand).

Selv om legionerne var mobile, var de det meste af tiden udstationeret i provinsern i forter bygget af sten. Her boede de i kaserner, og der var mange eksempler på at de havde kvinder og børn boende i nærheden. Det var ikke tilladt legionærer at gifte sig, og højst halvdelen overlevede kontraktens 25 år. Desertører blev henrettet, men hvis legionen ikke fangede dem, ville slavehandlere sælge dem som gladiatorer.

## Eksterne kilder
http://www.legionxxiv.org (engelsk)
http://www.angelfire.com/scary/overlord0 (tysk)
http://members.tripod.com/~S_van_Dorst (engelsk)
Maier, Ingo. "Military units in the Compilation 'notitia dignitatum'". The compilation 'notitia dignitatum'. Arkiveret fra originalen 18. april 2009. Hentet 2009-10-25.
- Wikimedia Commons har flere filer relateret til Legion (Rom)

| Historie | Spire Denne historieartikel er en spire som bør udbygges. Du er velkommen til at hjælpe Wikipedia ved at udvide den. |